# Массовые захоронения в Батайнице
Массовые захоронения в Батайнице — братские могилы более 700 убитых албанцев, ставших жертвами этнических чисток, проводимых югославскими силами в ходе Косовской войны.
Массовые захоронения располагались на полицейском полигоне Специальной антитеррористической группы (SAJ) в пригороде Белграда Батайница. Помимо убийств косовских албанцев Специальная антитеррористическая группа также была вовлечена в «утилизацию трупов» жертв.
Тела жертв были доставлены в места захоронения автотранспортом из Косова, большая часть останков предварительно была сожжена После окончания войны Специальное антитеррористическое подразделение ограничило доступ к местам захоронения, мотивируя это необходимостью проведения учебных стрельб, чем препятствовало работе судебно-медицинской комиссии, пытавшейся расследовать массовые убийства. Работа проводилась с июня 2001 по конец ноября 2002 года. Тела до своего извлечения пролежали в могилах около 2 лет и имели на костях следы пуль, среди них были останки 86 косовских албанцев, ранее помещённых в холодильную камеру грузовика, затопленного в Дунае.
Массовые захоронения албанцев в Батайнице стали первыми обнаруженными в Сербии после окончания войны наряду с аналогичными в озере Перучац, на границе Сербии и Боснии и Герцеговины, и на полицейском полигоне в местечке Петрово Село. В июне 2001 года Министерство внутренних дел Сербии выпустило 10-минутный фильм, показывающий извлечение останков жертв из захоронений, ставший первым официальным подтверждением расправ над косовскими албанцами. Также сербские власти утверждали, что Слободан Милошевич отдавал приказы избавиться от улик, которые в будущем могли служить доказательствами его причастности к военным преступлениям.